# سام هال (كاتب)
سام هال (بالإنجليزية: Sam Hall)‏ هو كاتب سيناريو أمريكي، ولد في 11 مارس 1921 في كارولتون في الولايات المتحدة، وتوفي في 26 سبتمبر 2014 في الولايات المتحدة بسبب ذات الرئة.

## وصلات خارجية
- سام هال على موقع IMDb (الإنجليزية)
- سام هال على موقع ألو سيني (الفرنسية)
- سام هال على موقع قاعدة بيانات الفيلم (الإنجليزية)
- سام هال على موقع كينوبويسك (الروسية)